# سفارة باكستان في الإمارات العربية المتحدة
سفارة باكستان في الإمارات العربية المتحدة هي أرفع تمثيل دبلوماسي لدولة باكستان لدى الإمارات العربية المتحدة. تقع السفارة في أبو ظبي وهي تهدف لتعزيز المصالح الباكستانية في الإمارات العربية المتحدة.

## وصلات خارجية
- الموقع الرسمي
- قائمة سفارات باكستان
- قائمة السفارات في الإمارات العربية المتحدة